# 국제 영화 제작자 연맹
국제 영화 제작자 연맹(國際映畫製作者聯盟, 프랑스어: Fédération Internationale des Associations de Producteurs de Films, FIAPF)는 파리에 본사를 둔 영화 단체이다. 1933년 설립되었다.

## 공인 영화제
FIAPF는 영화제를 경쟁, 부분 경쟁, 비경쟁, 다큐멘터리/단편으로 분류하고 있다.

### 경쟁 영화제
다음이 FIAPF가 공인한 경쟁 영화제이다. 2016년 기준 15개이다.
| 개최 도시    | 국가       | 영화제                   |
| ------------ | ---------- | ------------------------ |
| 고아         | 인도       | 인도 국제 영화제         |
| 도쿄         | 일본       | 도쿄 국제 영화제         |
| 로카르노     | 스위스     | 로카르노 국제 영화제     |
| 마르델플라타 | 아르헨티나 | 마르델플라타 국제 영화제 |
| 모스크바     | 러시아     | 모스크바 국제 영화제     |
| 몬트리올     | 캐나다     | 몬트리올 세계 영화제     |
| 바르샤바     | 폴란드     | 바르샤바 국제 영화제     |
| 베니스       | 이탈리아   | 베니스 국제 영화제       |
| 베를린       | 독일       | 베를린 국제 영화제       |
| 산세바스티안 | 스페인     | 산세바스티안 국제 영화제 |
| 상하이       | 중국       | 상하이 국제 영화제       |
| 카를로비바리 | 체코       | 카를로비바리 영화제      |
| 카이로       | 이집트     | 카이로 국제 영화제       |
| 칸           | 프랑스     | 칸 국제 영화제           |
| 탈린         | 에스토니아 | 탈린 블랙 나이트 영화제  |

### 부분경쟁 영화제
- 부산 (대한민국) / 부산국제영화제 (아시아 장편 데뷔 영화)
- 브뤼셀 (벨기에) / 브뤼셀 국제 판타스틱 영화제 (판타지와 SF 영화)
- 시드니 (오스트레일리아) / 시드니 영화제
- 시체스 (스페인) / 카탈루냐 국제 판타스틱 영화제 (판타지와 공포 영화)
- 전주 (대한민국) / 전주국제영화제 (장편 데뷔 영화)

### 비경쟁 영화제
- 토론토 (캐나다) / 토론토 국제 영화제
- 빈 (오스트리아) / 빈 국제 영화제 (비엔날레)